# SCR 1845-6357
SCR 1845-6357 (2MASS J18450541-6357475) es una estrella a 12,75 años luz de distancia de la Tierra en la constelación de Pavo. Es una estrella de brillo muy débil con magnitud aparente +17,39.
SCR 1845-6357 es un sistema binario, cuya componente principal, SCR 1845-6357 A, es una enana roja de tipo espectral M8.5V, una de las más tenues y frías que se conocen con una temperatura efectiva aproximada de 2600 K.
Brilla con una magnitud absoluta de +19,41. Tiene una masa de apenas un 7 % de la masa solar y su metalicidad es comparable a la del Sol.
En 2010 se observó una notable llamarada de solo 10 minutos de duración que en longitudes de onda de rayos X multiplicó por 50 su brillo habitual.
Su acompañante, SCR 1845-6357 B, es una enana marrón clasificada como una enana de tipo T5.5 (uno de los tipos más fríos) con una masa entre 40 y 50 veces la masa de Júpiter y una temperatura estimada de 950 K.
Es aproximadamente 50 veces menos luminosa que la estrella acompañante y está separada de ella 1,17 segundos de arco, equivalente a una separación real de 4,5 UA.
Se estima que el sistema tiene una edad comprendida entre 1800 y 3100 millones de años.